# Татищев, Иван Дмитриевич
Граф Иван Дмитриевич Татищев (23 мая [4 июня] 1830, Санкт-Петербург — 24 сентября [7 октября] 1913, Москва) — русский военачальник, генерал от инфантерии (1893), генерал-адъютант (1907). Член Военного совета (1897—1913) и Государственного совета (1904—1913).

## Происхождение
Родился 23 мая 1830 года в Санкт-Петербурге, происходил из дворян Санкт-Петербургской губернии. Сын управляющего Оренбургской удельной конторой коллежского асессора графа Дмитрия Николаевича Татищева и Серафимы Ивановны, урождённой Кусовой, внук генерала от инфантерии графа Николая Алексеевича Татищева. Братья — генерал от инфантерии Николай (1829—1907), надворный советник Дмитрий (1832—1878) и действительный статский советник Сергей (1840—1890).

## Биография
13 июня 1848 года, после окончания Школы гвардейских подпрапорщиков и кавалерийских юнкеров, выпущен прапорщиком в Преображенский лейб-гвардии полк. 30 марта 1852 года произведён в подпоручики, 11 апреля 1854 года — в поручики и 30 августа 1855 года — в штабс-капитаны. С 1849 года вместе с лейб-гвардии Преображенским полком участвовал в походе гвардии к западным пределам Российской империи. С 1854 по 1855 год находился в составе войск, охранявших побережье Финского залива в Санкт-Петербургской и Выборгской губерниях. С 22 августа 1855 года назначен командиром роты лейб-гвардии Преображенского полка.
2 августа 1858 года переведён в лейб-гвардии Стрелковый императорской фамилии батальон с производством в капитаны и уже 30 августа был произведён в подполковники. 14 декабря 1858 года назначен командиром 14-го стрелкового батальона, 25 апреля 1862 года произведён в полковники (со старшинством от 21 февраля). С 23 июня 1863 года назначен командиром 70-го пехотного Ряжского полка.
30 мая 1868 года назначен Московским губернским воинским начальником. За десятилетние труды по управлению местными войсками получил несколько наград орденами, благодарность военного министра «за отличное состояние подведомственных частей местных войск» и 30 августа 1869 года произведён в генерал-майоры.
1 июня 1878 года назначен исправляющим должность начальника 14-й резервной пехотной дивизии с откомандированием в распоряжение командующего войсками Московского военного округа для формирования этой дивизии. 10 апреля 1879 года назначен на должность начальника 40-й пехотной дивизии, которой командовал ровно десять лет. 30 августа 1879 года произведён в генерал-лейтенанты. В 1883 году назначен вице-председателем Комиссии по строительству строящегося петербургского храма Спас на Крови, позже он стал его ктитором.
С 9 апреля 1889 года назначен командиром 13-го армейского корпуса. 30 августа 1889 года награждён орденом Святого Александра Невского.
9 октября 1890 года назначен помощником главноначальствующего гражданской частью на Кавказе и командующего войсками Кавказского военного округа. Во время своей службы на Кавказе неоднократно исправлял должность главноначальствующего и 30 августа 1893 года произведён в генералы от инфантерии. 6 декабря 1895 года И. Д. Татищеву были пожалованы алмазные знаки к ордену Святого Александра Невского.
21 января 1897 года назначен членом Военного совета. Здесь он был председателем Частного присутствия, занимающимся преимущественно хозяйственными вопросами, однако неоднократно председательствовал и на общих заседаниях Совета.
13 июня 1898 года праздновал 50-летний юбилей службы в офицерских чинах; при этом император Николай II пожаловал ему украшенную бриллиантами табакерку с собственным портретом, повелел зачислить в списки лейб-гвардии Преображенского полка и почтил юбиляра Всемилостивейшим рескриптом следующего содержания:

«Граф Иван Дмитриевич. Сегодня исполнилось 50 лет с того дня, когда Вы, будучи произведены в офицеры лейб-гвардии Преображенского полка, начали прохождение военной службы, отмеченное особой ревностью, преданностью долгу и знанием своего дела. С самого начала этой службы вы приобрели репутацию отличного строевого офицера и через 10 лет уже получили командование отдельными частями войск, сначала стрелковым батальоном, а потом пехотным полком. С 1868 года вы занимали в течение десяти лет весьма важную и ответственную административную должность Московского губернского воинского начальника, обнаружив при этом достодолжную энергию, спокойную распорядительность и заботливость. Призванные с 1879 года к высшему строевому командованию сначала 40 пехотной дивизией, а затем 13 армейским корпусом, вы с отличием исполняли возложенные на вас обязанности по обучению этих войск их военной подготовке. С 1890 года вы в течение шести лет состояли в должности помощника главноначальствующего на Кавказе и командующего войсками военного округа, исполняя ваши обязанности со свойственными вам добросовестностью, энергиею и знанием дела. Ваши дарования и большая служебная опытность, приобретенная в практике строевого командования и административного управления, побудили Меня назначить вас в 1897 году членом военного совета в уверенности, что участие ваше в обсуждении дел, подлежащих ведению сего высшего учреждения, принесёт плодотворные результаты. Мне истинно приятно сегодня в день 50-летнего юбилея вашей отличной службы в офицерских чинах напомнить вам первые годы этой службы и с этою целью Я повелел зачислить вас в списки л.-гв. Преображенского полка. Вместе с сим в изъявление особого моего благоволения жалую вам препровождаемую при сем золотую бриллиантами украшенную табакерку с моим портретом.
Пребываю к вам неизменно благосклонный и благодарный Николай»— 

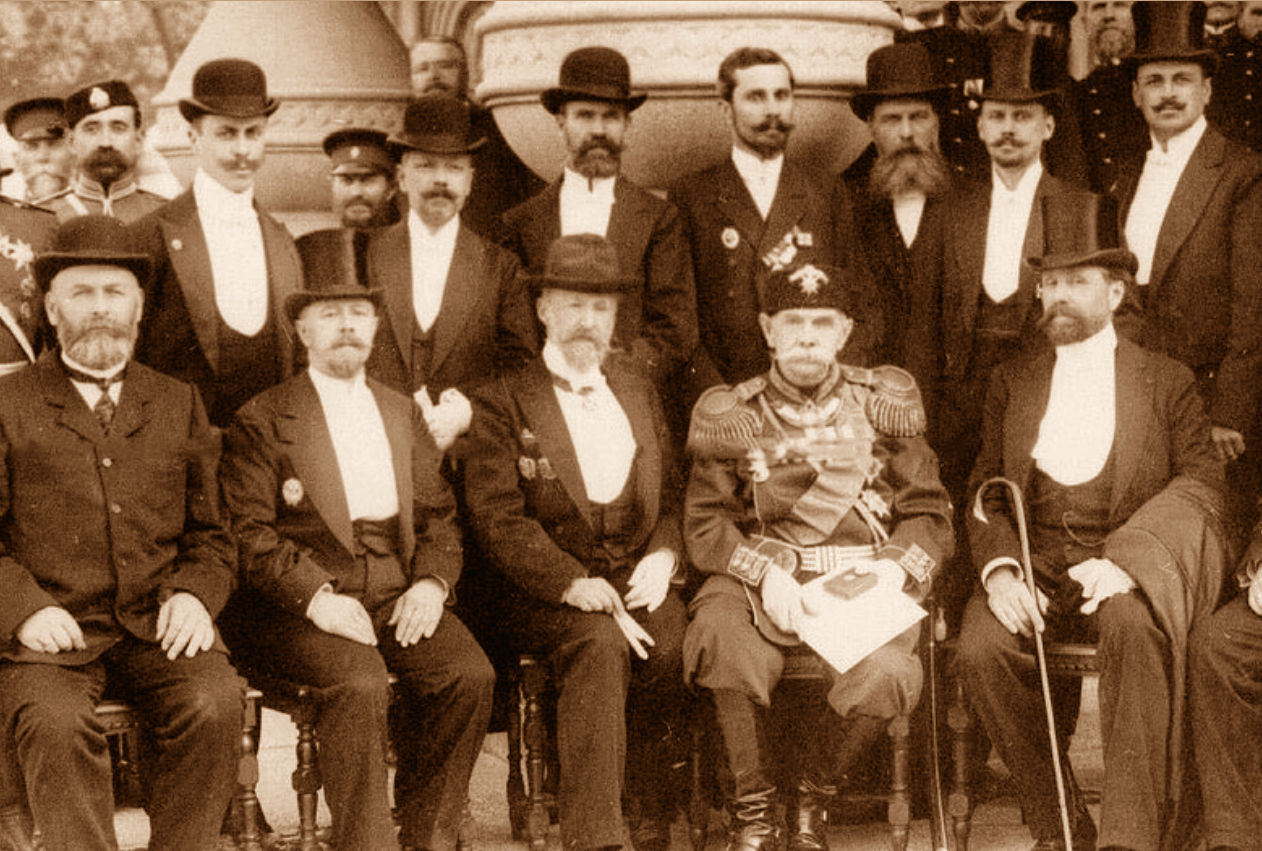
СПб. Граф И. Д. Татищев с группой лиц у освященного собора Воскресения Христова после награждения императором. Август 1907 г.

1 января 1901 года был награждён орденом Святого Владимира 1-й степени. 11 августа 1904 года граф Татищев назначен членом Государственного совета с оставлением в прежней должности. Состоял председателем комиссии по вопросу об удовлетворении религиозных нужд войск и для выработки типа войсковых церквей и вице-председателем комиссии по сооружению в Санкт-Петербурге храма во имя Воскресения Христова. После реформы Государственного совета в 1906 году Татищев назначался к присутствию в Совете.
В 1907 году высочайше назначен генерал-адъютантом к Его Императорскому Величеству. 21 февраля 1913 года при Высочайшем рескрипте удостоен высшей награды Российской империи — ордена Святого Андрея Первозванного.
Ктитор (с 14 сентября 1907 года) Собора Воскресения Христова (Екатерининский канал, Санкт-Петербург); награждён императором специальной медалью по окончании строительства и освящения храма в августе 1907 года.
Скончался 24 сентября 1913 года в Москве, похоронен на Ваганьковском кладбище; могила утрачена.

## Награды
Награды Российской империи:
- Орден Святого Станислава 3-й степени (26.08.1856)
- Орден Святого Станислава 2-й степени (08.08.1860)
- Орден Святой Анны 2-й степени (18.03.1865, императорская корона к этому ордену пожалована 19.05.1869)
- Орден Святого Владимира 4-й степени (22.03.1868)
- Орден Святого Владимира 3-й степени (24.08.1871)
- Орден Святого Станислава 1-й степени (30.08.1873)
- Орден Святой Анны 1-й степени (30.08.1876)
- Орден Святого Владимира 2-й степени (30.08.1882)
- Орден Белого орла (30.08.1885)
- Орден Святого Александра Невского (30.08.1889 года, алмазные знаки к этому ордену пожалованы 06.12.1895)[4]
- Орден Святого Владимира 1-й степени (01.01.1901)
- Орден Святого Андрея Первозванного (21.03.1913, при высочайшем рескрипте)[6]
- Медаль «В память войны 1853—1856 гг.» (1856);
- Медаль «В память царствования императора Александра III» (1896);
- Медаль «За труды по первой всеобщей переписи населения» (1897);
- Медаль «В память коронации Императора Николая II» (1897);
- Медаль «В память 300-летия царствования дома Романовых» (1913).
- Знак отличия беспорочной службы за L лет (22.08.1901).

Иностранные ордена:
- Персидский орден Льва и Солнца 1-й степени (01.02.1893)
- Бухарский орден Благородной Бухары с алмазами (15.09.1893)
- Болгарский орден «Святой Александр» 1-й степени (10.03.1900)

## Семья
Иван Дмитриевич Татищев был дважды женат: первая жена — Марфа Дмитриевна (1842—1865), дочь генерала от инфантерии Дмитрия Николаевича Белевцова; вторая жена — её сестра фрейлина Софья Дмитриевна (?—1897). От первого брака трое детей:
- Николай (1861—1937) — полковник в отставке, воспитатель великих князей Иоанна и Гавриила Константиновичей;
- Екатерина (1862—1863);
- Сергей (1864—1892) — поручик, адъютант командующего войсками Московского военного округа.